# صموئيل كولي
صموئيل كولي هو فلاح وسياسي أمريكي، ولد في 8 ديسمبر 1807، وتوفي في 21 أكتوبر 1890. نشط حزبياً في الحزب الجمهوري. وقد انتخب عضو جمعية ولاية ويسكونسن ‏.